# Jack Hinson
Pour les articles homonymes, voir Hinson.
John W. « Jack » Hinson, surnommé « Old Jack », né en 1807 et mort en 1874, est un fermier du comté de Stewart dans le Tennessee.
Comme la plupart des fermiers de l'époque, au début de la guerre de Sécession, il essaie de rester neutre, il possédait des esclaves tout en étant contre la sécession. Il décide, à la suite de la mort injuste de deux de ses fils, de devenir bushwalker (franc-tireur partisan confédéré) contre les forces de l'Union dans la région entre les lacs Barkley (en) et Kentucky au Tennessee et au Kentucky.
Au début de l'hiver 1862, Ulysses S. Grant approcha ses troupes de Fort Donelson sur la rivière Cumberland. Durant la bataille qui suit (bataille de Fort Donelson), Hinson offrit son aide aux deux armées, cependant ses espoirs de rester neutre ont vite été remplacés par une soif de vengeance. En allant chasser, ses deux fils Jack et George de 22 et 17 ans, se font confondre par les soldats de l'Union avec des guérilleros confédérés. Ils furent tous deux attachés à un arbre et exécutés, leurs corps ensuite traînés jusqu'au village pour montrer la tolérance zéro de l'Union envers les résistants. Leurs cadavres furent ensuite décapités et laissé sur la place publique pendant que leurs têtes furent ramenées à leur père. Le lieutenant ordonna ensuite à son sergent d’empaler leurs têtes devant leur père.
Cet épisode fit entrer Jack dans une rage meurtrière et il utilisa son fusil de calibre 50 (au canon long, pour le tir à longue portée) pour se venger : sa première cible fut le soldat qui avait tué ses fils, et ensuite celui qui avait mis leurs têtes sur des piquets. Cela n'a pas pris longtemps pour que les soldats de l'Union comprennent l'origine de ces tirs et ils mirent le feu à la plantation des Hinsons. Jack Hinson tira ensuite sur les navires passant sur la Tennessee et la Cumberland. Il servit aussi de guide aux hommes de Nathan Bedford Forrest.
Jack mourut le 28 avril 1874 et fut enterré avec sa famille au cimetière de Crane Creek. Il est commémoré par un marqueur routier dans le Kentucky et son histoire est racontée dans deux livres de Tom McKenney : Battlefield Sniper: Over 100 Civil War Kills et Jack Hinson's One Man War.